# Rząsawa (województwo łódzkie)
Rząsawa – wieś w Polsce położona w województwie łódzkim, w powiecie bełchatowskim, w gminie Bełchatów.
W latach 1975–1998 miejscowość administracyjnie należała do województwa piotrkowskiego.
Od północnej strony wieś opływa rzeka Rakówka.